# 3849 Incidentia
3849 Incidentia è un asteroide della fascia principale. Scoperto nel 1984, presenta un'orbita caratterizzata da un semiasse maggiore pari a 2,4743059 UA e da un'eccentricità di 0,0477686, inclinata di 5,77566° rispetto all'eclittica.